# Dmitri Aliev
Dmitri Sergejevitsj Aliev (Russisch: Дмитрий Сергеевич Алиев; Oechta, 1 juni 1999) is een Russisch kunstschaatser.

## Biografie
Aliev stamt uit een familie van skiërs en zijn vader is skicoach. Zelf leerde hij zowel skiën als kunstschaatsen, maar besloot zich op een gegeven moment enkel op het kunstschaatsen te focussen. In 2013 verhuisde hij hierop van Oechta naar Sint-Petersburg.
Hij maakte in het seizoen 2014/15 zijn debuut bij de Junior Grand Prix-wedstrijden. Door twee bronzen medailles op de JGP van Slovenië en Japan werd hij voor de Junior Grand Prix-finale benoemd tot de derde reserve. Hij kwam er uiteindelijk niet in actie. Dat was de jaren erop wel anders: in 2015/16 werd hij tweede bij de JGP-finale en in 2016/17 was hij de winnaar. Aliev nam twee keer deel aan de WK voor junioren. In 2016 werd hij zesde en in 2017 bemachtigde hij de zilveren medaille. Tevens nam hij deel aan de Olympische Jeugdwinterspelen 2016 in Lillehammer, waar hij brons (individueel) en goud (met een gemengd team) won.
Zijn debuut bij de senioren resulteerde in het seizoen 2017/18 in de bronzen medaille bij de nationale kampioenschappen. Hij kwalificeerde zich hiervoor voor de EK en won er de zilveren medaille. Op de daaropvolgende Olympische Winterspelen 2018 in Pyeongchang, waar hij vanwege sancties voor Rusland onder olympische vlag aan deelnam, werd hij zevende bij de mannen.
In 2020 werd hij eerst Russisch kampioen en daarna Europees kampioen bij de mannen.

## Belangrijke resultaten
| Kampioenschap                                        | 14/15   | 15/16    | 16/17  | 17/18         | 18/19         | 19/20         | 20/21         |
| ---------------------------------------------------- | ------- | -------- | ------ | ------------- | ------------- | ------------- | ------------- |
| Olympische Spelen                                    |         |          |        | 7e            |               |               |               |
| Wereldkampioenschap                                  |         |          |        | 7e            |               | *             |               |
| Europees kampioenschap                               |         |          |        | Zilver        |               | Goud          |               |
| Grand Prix-finale                                    |         |          |        |               |               | 6e            |               |
| Nationaal kampioenschap                              | 10e     | 6e       | 5e     | Brons         | 5e            | Goud          | t.z.t.        |
| Olympische Jeugdspelen                               |         | · (team) |        | geen deelname | geen deelname | geen deelname | geen deelname |
| WK junioren                                          |         | 6e       | Zilver | geen deelname | geen deelname | geen deelname | geen deelname |
| Junior Grand Prix-finale                             | reserve | Zilver   | Goud   | geen deelname | geen deelname | geen deelname | geen deelname |
| NK junioren                                          | Brons   | Goud     | Goud   | geen deelname | geen deelname | geen deelname | geen deelname |
| * WK afgelast naar aanleiding van de coronapandemie. |         |          |        |               |               |               |               |

t.z.t. = trok zich terug